# Margaret Mazzantiniová
Margaret Mazzantiniová (* 27. října 1961 Dublin) je italsko-irská spisovatelka a herečka. Za svůj román Non ti muovere získala v roce 2002 Cenu Strega, nejprestižnější italské literární ocenění. Česky kniha vyšla pod názvem Nehýbej se v nakladatelství Ikar (2004). Byla i zfilmována, roku 2004 režisérem Sergio Castellittem, který je i jejím manželem. Svou knihu sama adaptovala a za scénář byla nominována na cenu Goya. Jako herečka na sebe asi nejvíce upozornila v kultovním kanibalském hororu Antropofág (1980).
Je dcerou italského spisovatele Carla Mazzantiniho a irské malířky Anne Donnellyové, v rodném Dublinu žila jen do tří let, pak se rodina přestěhovala do Itálie. Její sestra Giselda Volodiová je herečkou, její syn Pietro Castellitto hercem.